# Maribel Casquero Lázaro
Maribel Casquero Lázaro (Pueblonuevo, 16 de diciembre de 1949) es una escritora, actriz, cantante y pintora española.

## Trayectoria
María Isabel Casquero Lázaro, conocida como Maribel Casquero Lázaro o Maribel Lázaro, nació en 1949  Pueblonuevo en la provincia de Córdoba trasladándose con su familia a Madrid. Ha sido una mujer creadora y polifacética, que ha destacado como actriz, cantante, pintora y escritora. Tiene una formación autodidacta, tanto dentro del teatro independiente como del teatro profesional.
Además de los campos artísticos en los que ha trabajado profesionalmente, Maribel Casquero Lázaro se ha preocupado e interesado en el bienestar y el desarrollo profesional de las compañeras, por lo que en 1986 formó parte de la creación de la Asociación de Dramaturgas, cuyos objetivos eran promover el teatro español, en general, y el femenino en particular, posteriormente esta asociación se integró en 1990 en la Asociación de Autores de Teatro. 
Ha contribuido a la Biblioteca del Teatro con un estudio sobre la «Creación de una obra de teatro sobre textos de Valle-Inclán».
Maribel Casquero Lázaro, demás de escritora, es articulista, conferenciante, ha participado en recitales y intérprete de algunos de sus espectáculos escénicos. La palabra, en sus diferentes usos, es el centro de su trabajo que le permite posicionarse en la defensa de la justicia y denunciar las estructuras sociales que permiten situaciones de desigualdad y de injusticia.
La representación de las mujeres tienen una posición central en las obras de Maribel Lázaro, estando considerados algunos de sus monólogos como una práctica dramatúrgica feminista en los años ochenta, poniendo de ejemplo sus obras La fosa y La defensa.

## Trayectoria profesional

### Actriz y cantante
Como actriz, Maribel Casquero Lázaro intervino en Televisión Española en programas como Un globo, dos globos, tres globos, Visto y no visto o El hombre vestido de negro, de Antonio Mercero.
Como cantante quedó finalista en programa de TVE La Gran Ocasión, destinado a descubrir artistas noveles (1972 a 1974). Fue meritoria en el Teatro María Guerrero de Madrid. En 1974 participó como cantante de Gósdpell en la compañía de Manuel Collado.

### Teatro
Maribel  Casquero Lázaro se inició en 1976 en el teatro con el Colectivo de Teatro El Búho con la obra de teatro Woyzeck de Georg Büchner,  con dirección de Juan Margallo y estrenada en la Sala Cadarso de Madrid. En 1981 trabajó en obras del dramaturgo Jorge Díaz, entre ellas ¿Estudias o trabajas? producción del Teatro Abierto y dirección de Rafael Herreros.      
En el año 2000 representó la obra Bodas que fueron famosas del Pingajo y la Fandanga, de José María Rodríguez Méndez y dirección de Juan José Granda, en el Teatro María Guerrero de Madrid, dentro de la Celebración del Día Mundial del Teatro. 

### Escritora
En 1981 Maribel Casquero Lázaro comienza a escribir siendo su primera obra Humo de Beleño, a la que siguieron muchas otras, de relatos, novela o cuentos pero especialmente las destinadas a la dramaturgia, a ser representadas en la escena teatral. En 1986 se estrenó la representación de la obra La fosa, un monólogo oscuro, agobiante que tiene como eje central el desamor y la soledad, estuvo dirigida por Luis Araujo e interpretada por Isabel Ordaz, permaneciendo en cartelera más tiempo del previsto y con gran aceptación por parte del público y los profesionales de teatro, según reflejaba la prensa del momento. Maribel Casquero Lázaro fue incluida en 1988 en la obra de Dramaturga españolas de hoy. Una introducción de la escritora Patricia W. O'Connor

## Premios y reconocimientos
- En 1985 recibió el Premio Nacional de Teatro Calderón de la Barca por su obra 'Humo de Beleño', otorgado por el Instituto Nacional de Artes Escénicas y Música.[9]
- Premio de Teatro de la Real Academia Hermanos Álvarez Quintero
- Premio de dramaturgia de la Real Academia en 1990, por la obra La fosa.[11]
- Finalista en premio Iberoamericano Tirso de Molina
- Finalista en premio de Relatos de Radio Nacional de España.
- Premio concurso de guiones para radio por la obra El relato en 1984

## Obras

### Producciones dramáticas
- Humo de Beleño
- Mari y Julio, dos dinosaurios pacíficos (1982)
- El mensaje de dos dinosaurios felices (1983)
- Cinco historias mágicas (1983)
- En busca de Punchisclás (Obra de marionetas, 1983)
- El relato (1984)
- El grito humano
- Juego sin fin
- Fiebre de cuchillo
- La despedida
- John, el espíritu de Texas.
- Una simple calavera
- Cazamariposas (1984)
- La fosa. (1985). Estrenada el 1 de noviembre de 1986.
- Chapas (breve pieza actual, 1986)
- La defensa (1986)
- Los siete pisos (1986)
- La fuga (1986)
- El trueno dorado (1986, adaptación de Valle-Inclán)
- Steak tartare (1987, teatro breve)
- La gata dormida (1987)
- La Última noche de Orfeo Salmones (1988, comedia de enredo)